# Giro dell'Emilia 1948
Il Giro dell'Emilia 1948, edizione non ufficiale della corsa, si svolse il 10 ottobre 1948 su un percorso di 306,2 km. La vittoria fu appannaggio dell'italiano Fausto Coppi, che completò il percorso in 8h29'20", precedendo i connazionali Vittorio Rossello e Settimio Simonini.

## Ordine d'arrivo (Top 10)
| Pos. | Corridore         | Squadra            | Tempo    |
| ---- | ----------------- | ------------------ | -------- |
| 1    | Fausto Coppi      | Bianchi-Ursus      | 8h29'20" |
| 2    | Vittorio Rossello | Viani Cral Imperia | a 40"    |
| 3    | Settimio Simonini | Viani Cral Imperia | a 1'01"  |
| 4    | Alfredo Pasotti   | Benotto            | a 1'10"  |
| 5    | Vito Ortelli      | Olympia-Dunlop     | a 7'19"  |
| 6    | Dino Rossi        | Cimatti            | a 7'42"  |
| 7    | Giorgio Cargioli  | Arbos              | s.t.     |
| 8    | Giancarlo Astrua  | Benotto            | s.t.     |
| 9    | Luciano Maggini   | Wilier Triestina   | a 9'00"  |
| 10   | Adolfo Leoni      | Legnano            | s.t.     |